# Dickie Rock
Pour les articles homonymes, voir Rock (homonymie).
Richard Rock, connu sous le nom Dickie Rock, né le 10 octobre 1946 à Dublin et mort le 6 décembre 2024 dans la même ville, est un chanteur irlandais.
Il est connu pour avoir représenté l'Irlande au Concours Eurovision de la chanson 1966 à Luxembourg avec la chanson Come Back to Stay.